# The Slumber Party Massacre
The Slumber Party Massacre es una película de terror de 1982 dirigida por Amy Holden Jones y escrita por Rita Mae Brown.

## Argumento
Trish Devereaux (Michelle Michaels), una estudiante de preparatoria de 18 años, decide organizar una fiesta de pijamas mientras sus padres están lejos durante el fin de semana y su vecino, el Sr. Contant (Rigg Kennedy), se da el trabajo de ver que las chicas se encuentren bien durante la noche.
Trish se despierta con el sonido de su radio, cambia de emisora, se viste, pone sus viejos juguetes en una bolsa de papel y los arroja al bote de basura, poco antes de ir al instituto. Mientras tanto, un asesino en serie llamado Russ Thorn (Michael Villella) ha escapado de la cárcel y mata a una mujer que arregla teléfonos (Jean Vargas) con un taladro eléctrico, robando su camioneta. Trish se reúne con sus amigas Kim (Debra Deliso), Jackie (Andrée Honore) y Diane (Gina Hunter) y las chicas de su equipo de baloncesto. La nueva chica, Valerie Bates (Robin Stille), es invitada a la fiesta por Trish, pero rechaza la invitación después de escuchar a Diane hablar mal de ella.
Russ Thorn mira a las chicas salir del instituto desde la camioneta y una chica llamada Linda (Brinke Stevens) regresa al centro para recuperar un libro para una prueba, solo para ser encerrada y atacada por Thorn, quien perfora su brazo derecho. Se esconde en los vestidores, pero el asesino de alguna manera encuentra una puerta cerrada, apunta su taladro hacia abajo y mata a Linda. Esa noche, la fiesta y la sangrienta aniquilación comienza para las chicas, mientras fuman marihuana y hablan de chicos. Valerie vive al lado y está cuidando a su hermana menor, Courtney (Jennifer Meyers), mientras que su madre divorciada está lejos por el fin de semana. El novio de Diane, John (Jim Boyce), y otros dos chicos de la escuela, Jeff (David Millbern) y Neil (Joe Johnson), llegan y espían a las chicas desnudándose. Thorn mata al Sr. Contant, perforando a través de su cuello, y mientras tanto, Courtney está pidiendo a Valerie ir a colarse en la fiesta, pero Valerie se niega. Diane empieza a besarse con John en el coche y después de que ella se fuera a pedir permiso a Trish para irse con John, ella vuelve, encontrándolo decapitado. Diane intenta huir, pero es asesinada con un taladro.
Mientras que las chicas están hablando por teléfono con su entrenadora, la señora Jana (Pamela Roylance), el repartidor de pizza es descubierto muerto, con los ojos arrancados crudamente. La entrenador Jana oye a las chicas gritando y llama a Valerie para que compruebe si las chicas se encuentran bien y decide ir en coche a la casa para ver cómo están. Las chicas intentan llamar a la policía, pero Thorn corta la línea telefónica antes de que se comuniquen. Los adolescentes se arman con cuchillos y Jeff y Neil intentan correr en busca de ayuda, pero son asesinados brutalmente por Thorn. Russ consigue entrar a la casa, asesina a Jackie y persigue a Kim y Trish al segundo piso. Courtney y Valerie van a la casa, pero encuentran que está vacía y oscura, sin darse cuenta del horror que ha sucedido. Trish y Kim se han atrincherado en el dormitorio de Trish. Escuchan a Valerie, pero la ignoran, pensando que puede ser amiga del asesino. Thorn entra en la habitación a través de una ventana y apuñala a Kim hasta matarla. Trish huye y se esconde.
Courtney y Valerie entran en la casa de Trish y encuentran a Kim muerta. Thorn les ataca y Valerie escapa al sótano, mientras que Courtney se esconde debajo del sofá. La entrenadora Jana llega y ve al asesino, lo golpea con un atizador, pero rápidamente es asesinada. Trish se las arregla para apuñalar a Thorn con un cuchillo de carnicero, pero esto apenas lo detiene. Valerie corre con un machete y persigue a Thorn por la puerta trasera, logrando cortar la broca, su mano y machacar su estómago. Courtney, Valerie y Trish se abrazan pero Thorn resurge y ataca a las chicas. Hay una lucha entre los dos, pero Thorn cae, se empala con el machete y muere.
Valerie y Trish rompen en llanto tras matar a Thorn. Courtney mira cómo las sirenas de la policía se escuchan a lo lejos.

## Reparto
- Michelle Michaels como Trish Devereaux.
- Robin Stille como Valerie 'Val' Bates.
- Michael Villella como Russ Thorn.
- Debra Deliso como Kimberly 'Kim' Clarke.
- Andrée Honore como Jackie.
- Gina Smika como Diane.
- Jennifer Meyers como Courtney Bates.
- Joseph Alan Johnson como Neil.
- David Millbern como Jeff.
- Jim Boyce como John Minor.
- Pamela Roylance como entrenador Rachel Jana.
- Brinke Stevens como Linda.
- Rigg Kennedy como el Sr. David Contant
- Jean Vargas como Mary / reparadora de teléfonos.
- Anna Patton como Sra. Devereaux
- Howard Purgason como Sr. Devereaux

## Producción
Escrito por la autora y activista feminista Rita Mae Brown, la película pretendía ser una parodia de una película slasher. Los productores la filmaron no como una parodia, pero una película de género recta. Debido a esto, la película contiene más humor que otros slashers del período de tiempo.
Amy Holden Jones quería dirigir y pidió un asesoramiento a Frances Doel. Ella dio a Jones una serie de guiones, uno de los cuales fue Don't Open the Door . Ella vio que las ocho primeras páginas tenían una escena de diálogo, una escena de suspenso y una escena de acción violenta, y decidió filmarlos. Su director de fotografía, su esposo Michael Chapman, consiguió algunos restos de rollos de película para ella, pidieron prestado un poco de equipo, contrataron a algunos actores y filmaron las escenas en su casa durante un fin de semana por un monto de $ 1.000. Ella mostró el resultado a Corman, quien accedió a financiar la película.

## Lanzamiento
La película tuvo un lanzamiento limitado en los cines de Estados Unidos por New World Pictures , en noviembre de 1982. Más tarde fue lanzado en VHS por Embassy Home Entertainment.
La película ha sido lanzada en DVD tres veces en Norteamérica. El primer lanzamiento lo realizó New Concorde Home Entertainment en septiembre de 2000. Las escenas extras incluían biografías de actores, junto con los tráileres de Slumber Party Massacre, Slumber Party Massacre II y Sorority House Massacre II.

## Recepción
The Slumber Party Massacre ha recibo mayormente críticas negativas, con una calificación de 30% en Rotten Tomatoes, pero ha recibido una mejor aprobación de la audiencia.

## Secuelas
Ha habido tres secuelas de la película:  Slumber Party Massacre II, Slumber Party Massacre III y Cheerleader Massacre. La película se incluye en el DVD Massacre Collection, que también incluye Sorority House Massacre, Sorority House Massacre II y Hard to Die. Jason Paul Collum dirigió el documental Sleepless Nights: Revisiting the Slumber Party Massacres (2010) Y Una nueva incluyendo una nueva fecha de estreno el 13 de noviembre de 2020.